# Orange praktnemertin
Orange praktnemertin (Nipponnemertes pulchra) är en djurart som tillhör fylumet slemmaskar, och som först beskrevs av Johnston 1837. Enligt Catalogue of Life ingår Orange praktnemertin i släktet Nipponnemertes och familjen Cratenemertidae, men enligt Dyntaxa är tillhörigheten istället släktet Nipponnemertes, och ordningen Hoplonemertea. Arten är reproducerande i Sverige. Inga underarter finns listade i Catalogue of Life.